# Liquan
Liquan, tidigare romaniserat Lichüan, är ett härad som lyder under Xianyangs stad på prefekturnivå i Shaanxi-provinsen i norra Kina.
Orten är främst känd för mausoleet Zhaoling, där kejsar Tang Taizong (reg. 627-649) är begraven.

## Kända invånare
- Guo Boxiong (född 1942), militär och kommunistisk politiker.

## Källa
1. ↑  ”worldpostmarks.net”. Arkiverad från originalet den 2 januari 2015. https://web.archive.org/web/20150102101710/http://worldpostmarks.net/HTML%20Countries/china.htm. Läst 22 juli 2015.

- Wikimedia Commons har media som rör Liquan.